# Georg Lemberger
Georg Lemberger (ur. ok. 1490/1500, zm. ok. 1540/1545 Landshut) – niemiecki malarz, grafik i drzeworytnik, przedstawiciel XVI wiecznej szkoły naddunajskiej.

## Życie i praca
Prawdopodobnie był spokrewniony z rzeźbiarzem Hansem Leinbergergiem. Malarstwa uczył się u ojca a następnie przy boku malarza nadwornego Hansa Wertingera. W Ratyzbonie studiował wraz z Albrechtem Altdorferem. Około roku 1520, za namową księcia Philippa von Freising, przeniósł się do Zeitz. Następnie przeprowadził się do Lipska, którego od 6 listopada 1523 roku był obywatelem. Pracował tam dla wittenberskich drukarń. W roku 1530 toczył się proces przeciwko niemu z powodu znęcania się nad żoną. W 1532 roku, po wydaleniu z Lipska, zamieszkał w Magdeburgu, gdzie pracował z drukarzami Michaelem Lotterem i Hansem Waltherem. Uznawany był tam za wybitnego iluminatora książek. W jego pracach malarskich widać związki ze szkołą naddunajską a w scenie Ukrzyżowania znajdującej się w górnej części Epitafium Schmidburga zauważyć można wpływy Crancha. W 1537 roku powrócił do Lipska, gdzie prawdopodobnie zmarł.

## Twórczość
Wpływ szkoły naddunajskiej można zaobserwować w pracach z rozbudowanymi krajobrazami, ozdobionymi wieloma dekoracyjnymi szczegółami. Przykładem tego stylu jest obraz z 1520 roku Święty Jerzy ratuje księżniczkę z Galerii Uffizi. Wiele jego prac związanych był z życiem publicznym, w którym czynnie brał udział, zwłaszcza w okresie przemian religijnych związanych z reformacją. W 1527 roku wykonał ilustracje do luterskiego przekładu Biblii Hieronima Emsera, zagorzałego przeciwnika Lutra. Rok później wykonał drzeworyty do paszkwilu skierowanego przeciwko Reformatorowi pt. Ludus ludentum luderum ludens, wydanego w Lipsku. Przypisuje mu się wykonanie rycin dwu i siedmiogłowego Lutra, umieszczonych w dwóch paszkwilach Johanna Cochläusa. Pod koniec pierwszego dwudziestolecia XVI wieku został luteraninem, przez co w 1532 roku został wydalony z Lipska. W 1540 roku, Hans Lufft jako pierwszy wydał pełny tekst Biblii Lutra a ilustracje do niej wykonał Georg Lemberger. Luter nakazał usunąć z wszystkich drzeworytów monogram artysty "GL".